# Бонифаций Монфератски
Вижте пояснителната страница за други личности с името Бонифаций.
Бонифаций I Монфератски (на италиански: Bonifacio del Monferrato; на гръцки: Βονιφάτιος Μομφερρατικός, Vonifatios Momferratikos) (известен още и като Бонифас Монфератски) е Монфератски маркиз (маркграф) (1191 – 1207) в Италия, избран през 1201 г. като един от водачите на Четвърти кръстоносен поход на мястото на граф Тибо III дьо Шампан и крал на Солунското кралство (1204 – 1207). Бил е роднина на френския крал Филип II Огюст.

## Произход
Произлиза от фамилията Алерамичи. Той е третият син на маркграф Вилхелм V и Юдит Бабенберг, дъщеря на херцог Леополд III от Австрия (Бабенберги) и Салирийката Агнес от Вайблинген. По майчина линия Бонифаций е правнук на римско-немския император Хайнрих IV.
Неговите братя са Вилхелм Дългия меч († 1177, граф на Яфа и Аскалон, женен за Сибила Йерусалимска и баща на крал Балдуин V), Конрад Монфератски († 1192; крал на Йерусалим, женен от 1187 г. за Теодора, сестра на Исаак II Ангел) и Рение Монфератски (Райнер, † 1183, женен за Мария Комнина Порфирогенита), които имат също историческо значение. Той е братовчед на император Фридрих I Барбароса.
Към края на 1170-те години Бонифаций се присъединява с баща си на страната на братовчед си, римско-немският император Фридрих I Барбароса, в неговата война притив Ломбардския съюз. Неговият трубадур Раймбаут дьо Вакейрас го прославя с епическото писмо „Valen marques, senher de Monferrat“. Добрите си отношения с импретора, Бонифаций заздравява чрез годежа на своя най-голям син с дъщеря на императора. С брат си Конрад, той поема през 1183 г. регентството на Маркграфство Монферат, след като баща му тръгва за Света земя.
През 1191 г. император Хайнрих VI дава на Бонифаций графството Инчиза. След смъртта на брат му Конрад през 1192 г. Бонифаций поема Маркграфството Монферат. През юни 1194 г. Бонифаций участва като флотски комендант в походите на императора в Сицилия.

## Четвърти кръстоносен поход
През лятото 1200 г. Бонифаций приема в Италия за много седмици в дома си делегацията на френските барони, която се връщала от Венеция, където уговорила с дожа Енрико Дандоло получаването на кораби за транспорта на войската за Четвъртия кръстоносен поход.
През 1201 г. Бонифаций е избран за предводител на Четвъртия кръстоносен поход на мястото на умрелия през май 1201 г. във Франция граф Тибо III дьо Шампан. През юни 1201 г. Бонифаций е ръководител на похода. През лятото 1201 г. Бонифаций пътува лично до Франция, среща се в Соасон с рицарите.
През октомври 1201 г. Бонифаций се среща в Хагенау за пръв път с византийския принц Алексий IV Ангел. Бонифаций предава властта на Маркграфство Монферат на сина си Вилхелм VI.
Бонифаций пристига на 19 август 1202 г. във Венеция, откъдето кръстоносната флота тръгва през октомври 1202 г.
След превземането на Константинопол през 1204 г. Бонифаций е предложен за император на новосъздадената Латинска империя, заедно с Балдуин Фландърски, но кандидатурата му е отхвърлена.
След избора на император, Бонифаций Монфератски получава азиатските земи на империята, но ги заменя за Солун и провинциите от континентална Гърция, на чиято територия създава Солунското кралство, васално на латинския император Балдуин.

## Солунско кралство
Бонифаций завладява Солун през 1204 година и създава там кралство, въпреки че титлата крал никога не е използвана официално.
Кръстоносците начело с Бонифаций основават редица васални на кралството княжества като Атинското херцогство, сеньория Негропонте, Ахейското княжество и маркграфство Бодоница където като феодални владетели остават съратници на Бонифаций като Отон дьо ла Рош, Гуидо Палавичини и др. Междувременно в Тракия българите са подложени на непрекъснат тормоз от страна на латините и българско-латинските отношения се влошават дотам, че преминават в българо-латински войни. Българите начело с цар Калоян завоюват редица градове, сред тях Адрианопол (през 1205 г. гърците в града въстават и призовават на помощ българският цар Калоян). Бонифаций участва с латинците (и венецианците) при обсадата на гърците в Адрианопол от 29 март 1205 г. В последвалата битка при Адрианопол на 14 април 1205 година император Балдуин I попада в плен на българите.
Докато братът на Балдуин Хенрих Фландърски воюва по-нататък с българите, Бонифаций се настанява в Солун. Той възстановява замъка в Сяр, разрушен от българите през септември 1205 г. След това той завладява региона около Филипи. Бонифаций омъжва дъщеря си Агнеса през пролетта 1207 г. за новия император Хенрих Фландърски. През есента същата година той се среща с императора в Кипсела при Адрианопол. Малко след това попада в засада от българите и в боевете е ранен от стрела в ръката.
На 4 септември 1207 г. Бонифаций е заловен от местни българи при топлите извори на днешното село Лъджа (на гръцки: Θέρμες) в района на планинския масив Гюмюрджински снежник в южната част на Родопите. Главата му е отсечена и изпратена на цар Калоян.

## Фамилия
Бонифаций Монфератски е женен два, или вероятно три пъти. С първата си съпруга Елена ди Боско имат 3 деца:
- Вилхелм VI († 17 септември 1225), маркграф на Монферат
- Агнеса Монфератска († 1208), ∞ 1207 г. с император Анри Фландърски († 1216)
- Беатриса, ∞ с Енрико II ди Карето, маркиз на Савона

Неговата втора съпруга вероятно е Жана дьо Шатильон, дъщеря на Рено дьо Шатийон, с която няма деца. Третата му съпруга е от 1204 г. вдовицата на император Исаак II Ангел, Маргарита Унгарска (Мария), дъщеря на крал Бела III от Унгария. С нея той има един син, Деметрий († 1230), който го последва като крал на Солун под регентството на майка си.